# Baltasar Hidalgo de Cisneros
Baltasar Hidalgo de Cisneros y de la Torre (Cartagena, España, 6 de enero de 1756 - Cartagena, 9 de junio de 1829) fue un marino y administrador virreinal español que llegó al grado de almirante y que fue el último virrey del Río de la Plata con poder efectivo sobre todo el territorio rioplatense. Su sucesor designado por el Consejo de Regencia, Francisco Javier de Elío, solo pudo ejercer su autoridad sobre algunos territorios, sobre todo en la gobernación de Montevideo.

## Biografía

### Origen familiar y primeros años
Baltasar Hidalgo de Cisneros nació en 1755, en la casa en que residían sus padres y hermanas, en la cartagenera calle de la Caridad, bautizado días después en la parroquia de Santa María de Gracia. Sus padres eran Francisco Hidalgo de Cisneros y Seijas, teniente general de la Real Armada, y Manuela de la Torre y Gofre. A pesar de que los Hidalgo de Cisneros tenían una larga tradición de servicio militar en la caballería, Baltasar siguió desde muy joven la carrera naval, ingresando el 3 de marzo de 1770 en la Academia de Guardiamarinas de Cádiz.

### Carrera militar en España
En 1780, al mando de la balandra Flecha, Baltasar Hidalgo de Cisneros capturó dos buques corsarios británicos, el Rodney y el Nimbre. Al año siguiente y al mando de la fragata Santa Bárbara capturó otros cuatro corsarios de la misma nacionalidad. Durante los años siguientes participó de la expedición militar española a Argel y fue ascendido al grado de brigadier, participó en la defensa de Cádiz contra el bloqueo inglés. Fue destinado al Estado Mayor de la Real Armada, pero en los últimos días de 1804 decidió incorporarse a la escuadra que se uniría en Cádiz a la flota francesa para la batalla decisiva contra Gran Bretaña.
En 1805 combatió contra los ingleses en la batalla de Trafalgar, resultando ser uno de los marinos españoles más destacados que participaron en ella. Ostentaba además el rango de general y Jefe de escuadra y enarboló su insignia en el navío Santísima Trinidad, que era el barco mayor de todos los que tomaron parte en la batalla y que protagonizó uno de los episodios más intensos. De la batalla le quedó cierto grado de sordera por el golpe recibido al caerle encima el palo mayor de su buque.
La de Trafalgar fue su última acción naval. Asumió el mando del puerto de Cartagena y participó en la resistencia contra la invasión napoleónica de su país. Fue vicepresidente de la Junta de Cartagena, presidente de la Junta de Guerra y capitán general del Departamento Naval de Cartagena, uno de los más importantes puertos militares de España.

### Virrey del Río de la Plata
La Junta Suprema de Sevilla nombró a Baltasar Hidalgo de Cisneros virrey del Río de la Plata en 1809, en reemplazo de Santiago de Liniers. Su misión principal era recomponer la autoridad virreinal, erosionada por las desavenencias entre su antecesor, Santiago de Liniers (sospechoso de deslealtad a España por su origen francés) y el gobernador de Montevideo, Francisco Javier de Elío, quien había creado una Junta de Gobierno local.

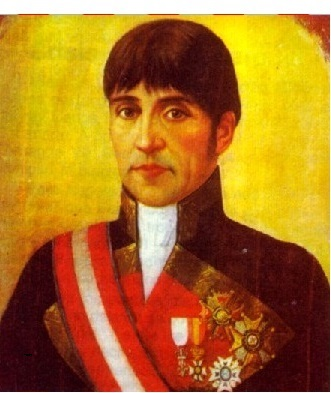
Retrato del virrey Baltasar Hidalgo de Cisneros

Al llegar Cisneros a Montevideo, a mediados de julio de 1809, Elío aceptó la autoridad del nuevo virrey y disolvió la Junta, siendo nombrado inspector de armas del Virreinato. En Buenos Aires había dos partidos opositores: los juntistas locales, dirigidos por Martín de Álzaga, estaban en decadencia tras la derrota de la asonada del pasado 1 de enero. No obstante, eran mejor vistos en España, por lo que Cisneros se congració con estos al no desautorizar a Elío e indultar a los responsables de la asonada. El otro partido, el carlotismo, intentaba establecer la regencia de Carlota Joaquina de Borbón en el Río de la Plata y cuestionaba la autoridad de la Junta Suprema y —por consiguiente— la de Cisneros. Este evitó los ataques carlotistas exigiendo y logrando el traspaso del mando fuera de la capital, en Colonia.

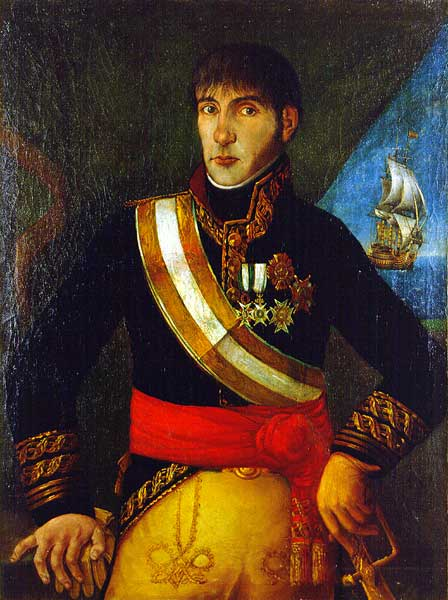
Baltasar Hidalgo de Cisneros. (Museo Naval de Madrid).

Ocupó finalmente su cargo en Buenos Aires, donde intentó aplacar las conspiraciones y fortalecer su poder: aunque se vio obligado a enviar a Elío a España, logró rearmar las milicias españolas disueltas tras la asonada de Álzaga, con lo que la crisis política estaba momentáneamente resuelta.
Pero Cisneros asumió su cargo en un momento que era también de crisis económica: con la derrota de la flota española por la Marina Real británica, el comercio con las colonias se paralizó al no poder enviar barcos a estas. Aunque España posteriormente estableció una alianza con Gran Bretaña, no podía comerciar con ella debido al secular monopolio español del comercio con sus colonias.
Cisneros autorizó entonces el libre comercio con Gran Bretaña, pero esto generó quejas de los comerciantes más poderosos que obtenían grandes ganancias con el contrabando. Para no perder su apoyo, anuló el decreto de libre comercio que había dictado. Esto causó, a su vez, quejas de los comerciantes ingleses, quienes reclamaban que —en tanto que aliados de España contra Napoleón— no deberían ser perjudicados. Para quedar en buenos términos con ambos, dio una prórroga de cuatro meses al libre comercio para que los ingleses pudieran finalizar sus asuntos.
Durante 1809 ocurrieron dos revoluciones en el Alto Perú, la actual Bolivia, que dependía del Virreinato del Río de la Plata: el 25 de mayo estalló la Revolución de Chuquisaca y el 16 de julio otra en La Paz. En ambas ciudades se formaron juntas de gobierno por la ausencia del rey español. Cisneros envió en su contra un ejército al mando del general Vicente Nieto, que logró un éxito incruento en Chuquisaca. El alzamiento de La Paz, en cambio, fue aplastado por tropas enviadas desde el Virreinato del Perú, siendo sus dirigentes condenados a muerte. En Buenos Aires, la represión aumentó el resentimiento de los revolucionarios porteños: Domingo French y Antonio Luis Beruti criticaban que los alzamientos altoperuanos —dirigidos por criollos españoles— fueran reprimidos con la pena capital, mientras los alzamientos contra Liniers —dirigidos por españoles peninsulares— hubiesen acabado en indultos.
El 13 de mayo de 1810 llegó a Montevideo una fragata británica, la HMS Misletoe, con noticias de España, que incluían el sometimiento de la Corona española y la Junta de Sevilla a las fuerzas de Napoleón Bonaparte. Las noticias fueron confirmadas el jueves 17 de mayo cuando arribaba a Buenos Aires la fragata HMS John Paris con periódicos que daban cuenta de las novedades. En ellos se señalaba que la Junta Central de Sevilla había sido disuelta y prácticamente toda la península ibérica se encontraba en manos de Napoleón.
Cisneros intentó incautar los periódicos traídos para que la noticia no se supiera. No obstante, uno de esos periódicos llegó a manos de Manuel Belgrano y Juan José Castelli, quienes difundieron la noticia. Cisneros se vio obligado a proclamarla oficialmente el 18 de mayo.

### Revolución de Mayo
La Revolución de Mayo, que se produjo temporalmente entre el 18 y el 25 de mayo de 1810, se inició con la confirmación de la caída de la Junta de Sevilla y desembocó en la destitución de Baltasar Hidalgo de Cisneros como virrey del Río de la Plata y la asunción de la Primera Junta.
Castelli y Martín Rodríguez se presentaron el 20 de mayo y le demandaron a Cisneros la celebración de un Cabildo abierto para decidir el destino del gobierno de la colonia. El mismo se realizó dos días después, el 22 de mayo. En este se decidió la formación de una Junta de Gobierno. El día 24, el cabildo de Buenos Aires nombró una Junta, de la cual Cisneros fue nombrado presidente. Sin embargo, mucha gente rechazaba su permanencia en el cargo. Cornelio Saavedra afirmó que esa maniobra no se sostendría: la gente se rebelaría de todas formas, y los soldados desertarían de sus puestos. En consecuencia, la Junta fue disuelta.

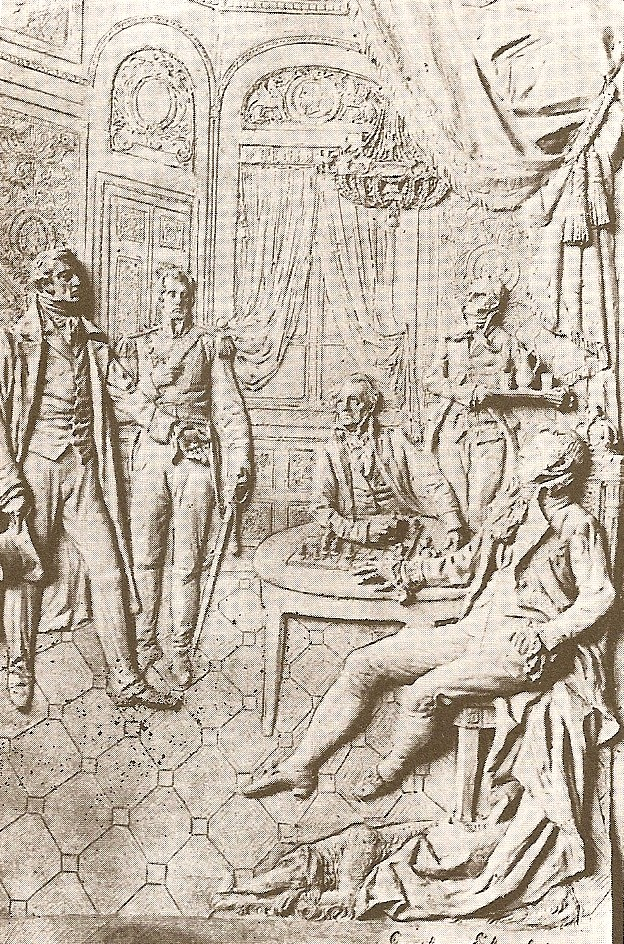
Demanda ante el virrey Cisneros por la realización de un Cabildo Abierto. Bajorrelieve de Gustavo Eberlein.

Durante la mañana del 25 de mayo una gran multitud comenzó a reunirse en la Plaza Mayor, actual Plaza de Mayo, liderados por los milicianos de Domingo French y Antonio Beruti. Se reclamaba la anulación de la resolución del día anterior, la renuncia definitiva del virrey Cisneros y la formación de una nueva Junta de gobierno. Ante las demoras en emitirse una resolución, la gente comenzó a agitarse, reclamando al grito de "¡El pueblo quiere saber de qué se trata!".
Cisneros seguía resistiéndose a dimitir pero, tras mucho esfuerzo, los capitulares lograron que ratificara y formalizara los términos de su renuncia, abandonando pretensiones de mantenerse en el gobierno. Esto, sin embargo, resultó insuficiente, ya que los representantes de la multitud reunida en la plaza reclamaron que el pueblo había resuelto reasumir la autoridad delegada en el Cabildo Abierto del día 22, exigiendo la formación de una Junta. Además, se disponía el envío de una expedición de 500 hombres para auxiliar a las provincias interiores.
Pronto llegó a la sala capitular la renuncia de Cisneros, tras lo cual se procedió a designar a la Primera Junta. El mismo 25 de mayo Cisneros despachó a José Melchor Lavín rumbo a Córdoba para advertir a Santiago de Liniers y pedirle que emprendiera acciones militares contra la Junta.

### Expulsión de Cisneros
El 26 y 27 de mayo de 1810 juraron "bajo protesta" el Cabildo y la Real Audiencia; por el Cabildo lo hizo Juan José Lezica y por la Audiencia el fiscal del crimen Antonio Caspe y Rodríguez y el oidor Manuel José de Reyes. También bajo protesta lo hicieron el Tribunal de Cuentas y los ministros de la Real Hacienda. Todo esto no figuró en el primer número de la Gazeta de Buenos Ayres, órgano oficial del gobierno, que se refirió al acto como una manifestación de unidad y orden con un trasfondo de una poco probable multitud de veinte mil personas con salvas de artillería, vivas y aclamaciones. La resistencia de estas instituciones creó un importante problema interno al gobierno. El 9 de junio, la Gazeta transcribió escritos llegados de España, uno de ellos se titulaba "El Consejo de Regencia de España e Indias a los americanos españoles". El editor de la Gazeta aclaró al final, en bastardilla, que esa proclama, así como la del gobernador de Cádiz que había enviado la Real Audiencia al gobierno, carecían de firma y legitimidad. A renglón seguido publicó cinco oficios intercambiados entre la Junta provisoria y la Audiencia en los que se discutía si esos impresos eran auténticos como para que el gobierno, con base en ellos, acatara y reconociera al Consejo de Regencia que era lo que solicitaba la Real Audiencia. La Junta Provisoria terminó el conflicto suspendiendo todo acatamiento hasta que se recibieran de la península documentos oficiales. Al día siguiente fue apaleado y sableado el fiscal Caspe y Rodríguez en la entrada de su casa por un grupo de "encapotados" que, según los miembros de la audiencia, fue instigado por el abogado y capitán de patricios Feliciano Chiclana y llevado a cabo por miembros de la llamada Legión Infernal. Castelli y Matheu fueron mencionados como autores ideológicos. El gobierno repudió el atentado y, a través de una orden firmada el día siguiente por Saavedra y Moreno, estableció férreas normas de control social de la población.
El 15 de junio los miembros de la Real Audiencia juraron fidelidad en secreto al Consejo de Regencia y enviaron circulares a las ciudades del interior, llamando a desoír al nuevo gobierno. 
El 22 de junio el gobierno envió un oficio a los miembros de la Audiencia citándolos al fuerte a las seis de la tarde para tratar un asunto muy importante. También citó a Cisneros. Allí los recibieron Castelli y Matheu quienes les comunicaron que el gobierno había decidido, para proteger sus vidas, embarcarlos de inmediato en un buque dispuesto al efecto para trasladarlos a un puerto español. Acompañados de una escolta de milicianos fueron llevados al puerto y de allí a la balandra o cúter inglés Dart, anclado en balizas a tres leguas, listo para zarpar. Así fueron expulsados en secreto Cisneros, los oidores Francisco Tomás Anzótegui, Manuel de Velasco, Manuel José de Reyes y los fiscales Manuel Genaro Villota y Antonio Caspe y Rodríguez. No lo fueron el oidor Marqués del Plata por encontrarse en la Banda Oriental y el regente Lucas Muñoz Cubero debido a su edad avanzada y enfermedad.
Estas medidas planificadas en cuatro etapas complementaron la subrogación del mando del virrey Cisneros realizada en mayo de 1810. 
Primera, con la publicación de la Gazeta del 9 de junio a modo de "coacción simbólica".
Segunda, con la acción directa o atentado contra el fiscal Antonio Caspe y Rodríguez, que creó un clima de inseguridad contra la jerarquía colonial y que justificó la expulsión y el aumento del control de la población. 
Tercera, con la contratación del cúter inglés Dart al mando de su propietario, el corsario y contrabandista Marcos Bayfield (que algunos historiadores escriben Grigied) ligado por lo comercial al vocal Larrea. El día de la expulsión, ocho miembros de la Junta Provisoria, lo que da la pauta de su importancia, firmaron un contrato con Bayfield por el cual debía llevar a los expulsados a Canarias sin tocar otro puerto. Como garantía del cumplimiento se retuvieron fondos de Bayfield en poder de Larrea. En compensación Bayfield podía introducir a la vuelta mercaderías por un valor de 100.000 pesos y cargar frutos del país por igual valor sin pagar derechos aduaneros. Se aclaró que ante cualquier cambio en los aranceles que modificaran las ganancias previstas, éstas serían compensadas aumentando el monto a importar y exportar. Cuando en marzo de 1811 Bayfield volvió a Buenos Aires, fue Larrea el encargado de gestionar lo pactado, elegir las mercaderías que debían ser exceptuadas y presentar las facturas justificativas, cosa que nunca hizo. Dos detalles importantes fueron que el cúter Dart ya tenía permiso de salida el día 10 de junio y que fue retenido hasta el día 22, y que ese día se nombraron los oidores y fiscales reemplazantes lo que refuerza la idea de que no hubo improvisación.
Cuarta, con tres tirajes que hizo la Gazeta, por primera y única vez, el día 23. El editor valoró la acción del gobierno escribiendo que "El Sr. Cisneros, tres Oidores, y los Fiscales, serán dentro de poco presentados ante la Majestad del Trono (...) afortunadamente (sic) ya están lejos los que perturbaban vuestro sosiego. Será el Rey quien decida”. También publicó hechos desconocidos, inéditos y poco probables sucedidos el 26 y 27 de mayo de 1810: que Caspe y Rodríguez y el oidor Reyes se habían presentado a jurar ante la Junta escarbándose los dientes con un palillo, el primero, y con la uña, el segundo. (Gazeta extraordinaria 23 de junio de 1810 p. 69-82) Así se estigmatizó a los expulsados mostrando el poco respeto que, desde el inicio, tenían al nuevo gobierno y a la sagrada ceremonia del juramento.

### Retorno a Europa
Al llegar a las Canarias, el destituido virrey Baltasar Hidalgo de Cisneros informó al Consejo de la Regencia sobre los hechos ocurridos en Buenos Aires, y solicitó unos meses de licencia por enfermedad. Tras reunirse allí con su familia venida de Buenos Aires partió para Cádiz en julio de 1811.
En enero de 1813 fue nombrado comandante general del departamento de Cádiz y poco después recibió el ascenso al grado de capitán general. El 14 de septiembre de 1818 fue nombrado ministro de Marina y en diciembre del mismo año director general de la Armada, con orden que desempeñase en comisión la capitanía general de Cádiz y se encargase de los preparativos de la expedición hacia América que preparaba el conde de La Bisbal.
Sin embargo, en 1820 triunfó la revuelta de los constitucionales y Cisneros fue apresado y llevado al arsenal de la Carraca, permaneciendo en esa situación hasta que el rey juró la Constitución de 1812. Prescindiendo de opiniones políticas, el gobierno reconoció sus méritos y le concedió los honores del consejo de Estado y su cuartel en el departamento de Cartagena, de donde fue nombrado capitán general el 6 de noviembre de 1823.

### Matrimonio y descendencia
En lo personal, Baltasar Hidalgo de Cisneros casó en Cartagena el 23 de 1788 con Inés de Gastambide, con la que tuvo a José María, Baltasar, Esteban y Francisco, todos militares. Un tataranieto suyo fue el también militar Ignacio Hidalgo de Cisneros, jefe de la Fuerza Aérea Republicana durante la guerra civil española.

### Último cargo burocrático y fallecimiento
Con la llegada del Trienio Liberal Baltasar Hidalgo de Cisneros fue cesado de todos sus cargos y volvió a Cartagena. En 1823, al restablecerse el gobierno absolutista de Fernando VII, se le nombró capitán general de Cartagena y falleció en el cargo seis años después, el 9 de junio de 1829.
| Predecesor: Santiago de Liniers | Virrey del Río de la Plata 1809 - 1810 | Sucesor: Francisco Javier de Elío |